# خوسه اررو برندرو
خوسه اررو برندرو (اسپانیایی: José Herrero Berrendero‎؛ زادهٔ ۱۱ ژانویهٔ ۱۹۳۴) دوچرخه‌سوار اهل اسپانیا است. وی در مسابقات تور دو فرانس شرکت کرده است.